# 桃太郎電劇
『桃太郎電劇』（ももたろうでんげき）は、サマープロジェクトが企画しナウプロダクションが開発、ハドソンから1993年に発売されたゲームボーイ用アクションゲーム。桃太郎シリーズのアクションゲームとしては『桃太郎活劇』（1990年）以来3年ぶりとなる。続編に『桃太郎電劇2』（1994年）もある。

## 概要
ストーリー自体は、桃太郎伝説や桃太郎活劇同様に「鬼ヶ島にいる閻魔を倒すことを目標とした桃太郎の旅」になっている。本作の特徴として、犬・猿・雉のお供が衣裳という形で登場し、それを使ってそれぞれのお供たちの能力を桃太郎自身が使用できる点がある。

## ゲーム内容

### システム
桃太郎は基本的な攻撃手段として桃を投げつけることが可能（連射は二発まで）。ほとんどの敵（あるいは撃ち落とせる飛び道具）は倒すことで「大サイズの桃」に変化する（桃に変化しない敵は倒すと小判を獲得できる/後述）。大サイズの桃は足場になるほか、持ち上げて投げつけることで通常の桃より大きなダメージを敵に与えることが可能。大サイズの桃で敵を倒せば「特大サイズの桃」になるので、足場としてもさらに大きなものになる上、敵に与えるダメージもさらに高くなる。
大サイズ・特大サイズの桃は一度に1個しか使えないが、ステージクリア時に持ったままなら次のステージに持ち越すことも可能なので、ボスが待ち受けているステージで使うことによりボス戦の展開を有利に運ぶこともできる。ただしボスは特定のタイミングでしか攻撃を受け付けない者が多い。
敵の多くは真上にならばダメージを受けずに乗ることが可能で、足場として利用できる。ただし横側や下側から接触したり、触れること自体が不可能な敵に接触したり、飛び道具や攻撃的なトラップに引っかかった場合、桃太郎はダメージを受けてしまう。ダメージを受けると着ている衣裳が剥がれてしまい、裸の状態でさらにダメージを受けると残機が1減ってそのステージをやり直すことになる。失った衣裳は道中にある「きびだんご」や「つづら」から手に入れることができる。また前述のとおり、衣裳の種類により桃太郎が特殊な力を使えるようになる。
- 普通の服 - いつも桃太郎が着ている服。衣裳を失っている時にきびだんごを取ると手に入る。特殊な能力は使えないが、唯一ダメージを受けても衣裳が直接消えず、しばらくステージ上に転がるため、拾い直すことが可能で、しぶとさでは最も優れている。
- 犬の服 - 桃太郎が衣裳を失っていない時にきびだんごを取ると手に入る。走るスピードが上がるほか、物に躓く事が無くなり、氷などでも滑らない。
- 猿の服 - 桃太郎が衣裳を失っていない時にきびだんごを取ると手に入る。ジャンプ力が大幅に上がり、ジャンプして敵を踏みつけるだけでダメージを与えることが可能。更に木登りも出来るようになる。
- 雉の服 - 桃太郎が衣裳を失っていない時にきびだんごを取ると手に入る。ジャンプ中にホバリングして空中をゆっくり降りることができる。
- 電撃桃太郎の服 - 一度ゲームクリアするまでは手に入らない服。特徴は後述。

それ以外にもアイテムや仕掛けが多数用意されている。
- きびだんご - 変身アイテム。衣装を着た状態で触ると犬→猿→雉の順で変化する。裸の状態だと普通の服に固定される。触れてから一定時間が経つと消滅。
- つづら - 様々なアイテムが入った箱。衣裳や小判が入っている。
- 小判 - 敵を倒したりつづらを開けると手に入る。100枚収集すると残機が1増える。
- イカリ饅頭 - 碇のマークが入った饅頭。取ると一定時間無敵になる。
- ジャンプ台 - 上に乗ると高くジャンプできる。中でも、音符の描かれたジャンプ台は8個1セットになっており、地面に着地せずに8個連続で乗ると残機が1増加する。乗る順番は自由で、同じジャンプ台に何度乗っても問題ない。
- 磁石 - 地面と天井で1セットになっており、地面側に乗ると天井に向かって引き寄せられる。地面と天井でN極とS極のペアになっていれば天井にくっつき、任意の方向に飛び降りられるが、同じ極のペアだと天井にて磁力に弾かれ、コントロールを失って落下する。

舞台は、8ステージ×6ワールド=48ステージで構成され、1ワールドのうち中盤と最後のステージはボス戦になっている。ボス戦を除けば、既にクリアしたワールドやステージに何度でも挑戦することが可能で、各ステージにある桃が描かれた看板に重なって十字キーの上方向を押すとワープゾーンに入れる。ワープゾーンではそのワールド内のクリア済みのステージを自由に選択できる。
ゲームの途中経過はパスワード制になっており、各ステージ最初にいる地蔵に重なって十字キーの上方向を押すと閲覧が可能（残機を使い果たしてゲームオーバーになった時も表示される）。特定のパスワードを入力するとサウンドテストなどのモードに入ることもできる。

### ゲームクリア後
一度最終ワールドをクリアするとスタッフクレジットが流れるが、タイトル画面に戻って再スタートすると難易度のアップしたモードに突入する。パスワードも通常難易度のものとは別箇になるため、コンティニューもこれまで通り可能。敵の耐久力が2倍になっているため倒しにくくなっているが、代わりに桃太郎も前述の「電撃桃太郎」に変身することができるようになる。犬・猿・雉の衣裳を着ている時に、つづらから同じ衣裳を入手すると変身する。ジャンプボタンを押し続けるとそのまま上昇が可能で、一定時間の制限時間があり、それを超えてボタンを押し続けていると桃太郎自身が感電しながら垂直落下する。感電中はコントロール不可能だが、見た目に反して桃太郎自身がダメージを受けることはない上、通常の敵はもちろん、敵の飛び道具や・中ボス・大ボス・果ては最終ボスに至るまで「あらゆる敵という敵」に触れると一撃で倒すことができる。

## 設定

### ステージ構成
大きなぼんさい
最初のワールド。難易度の低く平坦な地形が多いものの、盆栽がモチーフのため木登りの機会も多く、高所に登らなければならない場所も多い。
あしがら山
山を登っていくので、大砲やジャンプ台を使った縦スクロール構成のステージが多い。
氷のおしろ
足場のほとんどが氷なので、犬の衣裳を着ていない場合は滑りやすい。
かちかち山
足場が悪く、ダメージを受ける炎によるトラップが多い。
オニの体内
鬼ヶ島への行手を塞いでいる、山の如き巨大な鬼を倒すため内部に潜入する。体内の各器官がトラップとなっており、滑りやすい。
おにがしま
最後のワールド。前半は釜茹でや剣山などといった日本の地獄観がモチーフになっており、後半はなぜかトマト工場になっている。風神・雷神・烏天狗といった「鬼族以外のボス」と戦うステージもある（これら、鬼族ボスではないボス戦ステージは例外的に普通のステージ扱いで再挑戦が可能。）。最終ボスの「閻魔」を倒せばゲームクリア。

## スタッフ
- 総監督：さくまあきら
- キャラ・デザイン：土居孝幸
- 作曲：吉田美智子
- 企画：いとうしんいち
- デザイン：実藤勝哉、なかのまもる
- プログラム：いとうしんいち
- 音楽：前川征克
- 効果音：坂田圭司、小林浩治
- アイデア・プランナー：友野信彦、千葉達也、澤見隆之、図師誠
- スペシャル・サンクス：戸田圭祐、篠原伸之、俵屋和彦、なかまひろゆき、ねづともひさ、高山奈美、にしかわまさひろ
- 宣伝：土井信一
- プロデュース：浦敏治

## 評価
ゲーム誌『ファミコン通信』の「クロスレビュー」では、7・5・6・4の合計22点（満40点）、『ファミリーコンピュータMagazine』の読者投票による「ゲーム通信簿」での評価は以下の通りとなっており、20.9点（満30点）となっている。
| 項目 | キャラクタ | 音楽 | お買得度 | 操作性 | 熱中度 | オリジナリティ | 総合 |
| 得点 | 3.8        | 3.5  | 3.4      | 3.4    | 3.4    | 3.4            | 20.9 |